# 格什福
格什福，是匈牙利佐洛州所辖的一个村，总面积10.45平方公里，总人口322，人口密度30.8人/平方公里（2010年1月1日）。